# Kalbenur, Gulbarga
Kalbenur là một làng thuộc tehsil Gulbarga, huyện Gulbarga, bang Karnataka, Ấn Độ.